# Severin Johansson
Konrad Severin Johansson, född 10 mars 1879 i Dalsbruk, död 14 mars 1929 i Åbo, var en finländsk matematiker. Han var far till journalisten Gunnar Johansson och morfar till fysikern och folkbildaren Nils Mustelin.

## Biografi
Johansson var först lärare vid Kotka svenska samskola, blev 1905 filosofie licentiat och 1907 filosofie doktor, 1906 docent och 1910 adjunkt i matematik vid Helsingfors universitet. Tillika handhade han undervisningen i matematik för forststuderande vid universitetet och var extra ordinarie lektor i matematik och mekanik vid Tekniska högskolan i Helsingfors. År 1918 utnämndes han till professor i matematik vid Åbo Akademi, blev 1921 dess rektor och hade stor betydelse för dess organiserande. 
Johansson var mycket matematiskt begåvad och var en uppskattad matematiklärare. Johansson behandlade matematikundervisningen i en serie uppsatser i "Pedagogiska föreningens tidskrift" 1913 och 1915. Han utgav en Lärobok i aritmetik (1916).
Johansson erhöll 1922 regeringens uppdrag att utreda matematikämnet inom lärdomsskolan, ett arbete han slutförde först mot slutet av sitt liv. Betänkandet, Matematiken i Finlands skola, utgavs i bokform 1938.  
Han författade även vetenskapliga avhandlingar angående det så kallade uniformiseringsproblemet i funktionsteorin och vissa frågor i den icke-euklidiska geometrin, av vilka kan nämnas Über die Uniformisierung Riemannscher Flächen mit endlicher Anzahl Windungspunkte (licentiatavhandling, 1905) samt till samma område hänförliga uppsatser, Herstellung automorpher Potentiale bei beliebigen Hauptkreisgruppen, Zur Theorie der Lobatscheffskij'schen Geometrie, Über die Tractrix und die Pseudosphäre in der hyperbolischen Geometrie (alla i Finska vetenskapssocietetens "Acta").
Johan Jakob Huldén skrev en biografi över Johansson (1935).